# بانوراما (سلسلة روايات)
بانوراما هي سلسلة روايات من إنتاج المؤسسة العربية الحديثة ويحتوي كل عدد على عدة قصص منفصلة موجة للشباب .

## أعداد السلسلة
1. المغامرة
2. الباب الخلفي
3. جنون
4. الفجوة
5. الغزو
6. القاتل
7. التائة